# Puckelstritar
Puckelstritar eller hornstritar (Membracidae) är en familj i insektsordningen halvvingar som hör till underordningen stritar. Familjen innehåller cirka 3 200 kända arter, indelade i omkring 600 olika släkten. Familjen finns representerad på alla kontinenter, utom Antarktis. I Europa finns dock bara tre arter och i Sverige finns en. Det är hornstriten, eller Centrotus cornutus.

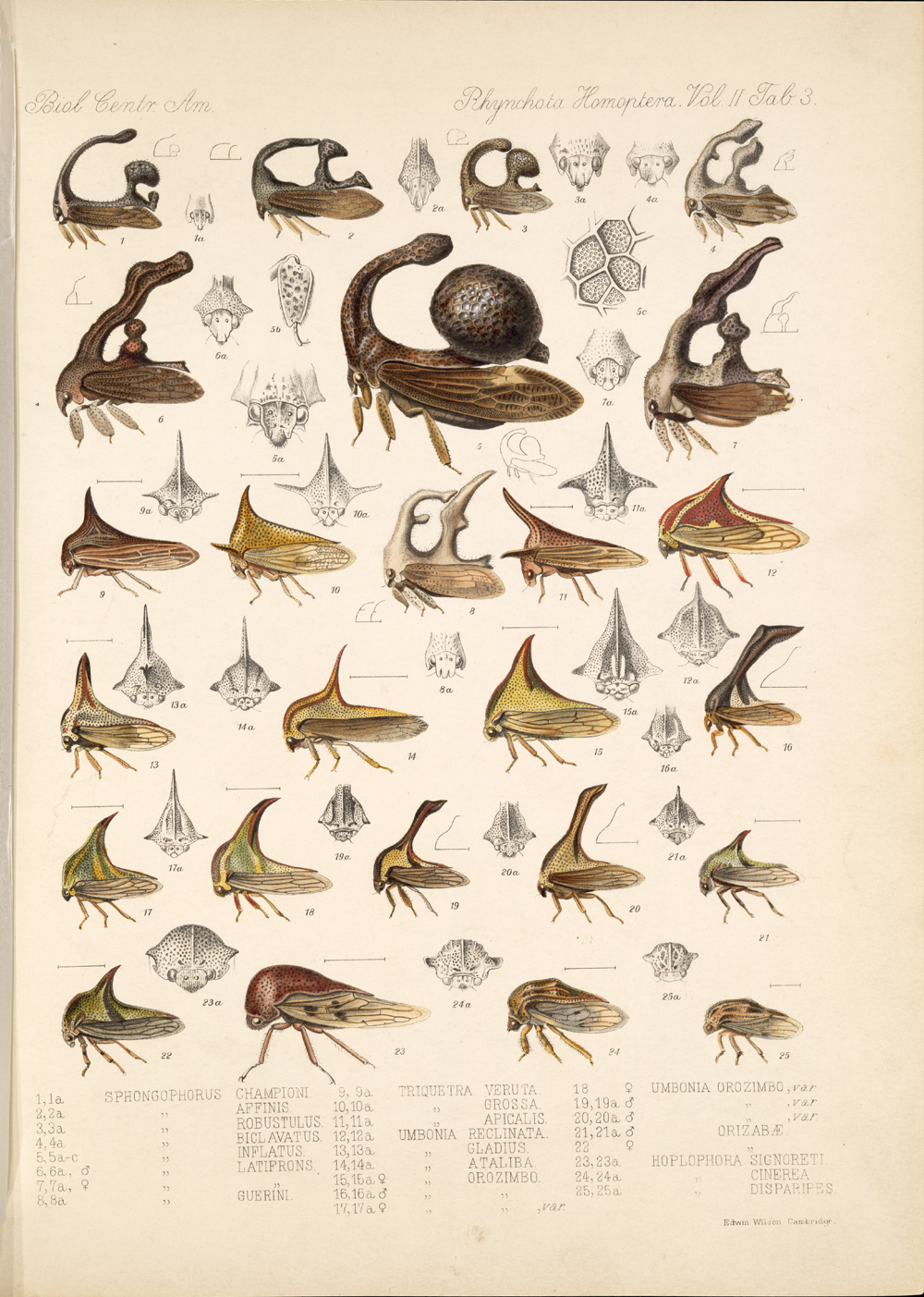
Olika arter av tropiska puckelstritar på en översiktsplansch i en äldre bok

Kännetecknande för puckelstritar är att huvudet är mer horisontellt ställt än hos andra stritar och därför ofta ger ett neråtvänt intryck. Det främsta segmentet på mellankroppen är förlängt i utskott bakåt, så att insekten ser ut att ha en "puckel" på ryggsidan. Utskottets storlek och form varierar mellan olika arter och hos många arter har det främre segmentet mer än ett utskott, vilka även kan vara riktade framåt eller åt sidorna. Särskilt hos många tropiska arter finns det exempel på utskott med märkliga former.
Puckelstritar har liksom andra halvvingar ofullständig förvandling och genomgår utvecklingsstadierna ägg, nymf och imago. De lever på växtsaft som de suger ut ur olika växtdelar.